# コンバットスポーツ
コンバットスポーツ（英Combat sport、ファイティングスポーツとも呼ばれる）は、通常一対一で戦うコンタクトスポーツである。多くの場合、対戦相手よりポイントで上回るか、ダメージ等により対戦相手を動けなくすることで、勝者が決定する。代表的なものとして、レスリング、ボクシング、総合格闘技、キックボクシング、ムエタイ、テコンドー、剣道（フェンシング）、極真カラテ、空道、ブラジリアン柔術などがある。

## 歴史
民族レスリングは多くの国や、多くの文化で存在しており、普遍文化として捉えることができる。ボクシング競技は、紀元前3世紀の古代シュメールや紀元前約1350年の古代エジプトまで時代をさかのぼる。古代オリンピックではコンバットスポーツに関連した競技（武装競走など）がいくつか含まれており、ボクシング、レスリング、パンクラチオンは紀元前648年のオリンピックで導入された。
古代中国では、擂台（もしくは擂臺）という形式のコンバットスポーツが現れた。これはボクシングとレスリングを組み合わせた禁じ手無しのコンバットスポーツであり、古代エジプトやインド、日本でも同様のものが存在したようである。
中世やルネッサンスを通じて、馬上槍試合（トーナメント）は人気が高かった。トーナメントはいくつかの模擬戦闘イベントを特集した大会であり、そのメインイベントが馬上槍の一騎打ち（ジョスト）だった。馬上槍トーナメントは貴族の間で人気が高かった一方、コンバットスポーツはどの社会階級でも修練されていた。中世後期のドイツの武道学校は、真剣な戦闘（敵）からスポーツ的な戦闘（不面目）とを分別した。ドイツのルネッサンスでは、英国テューダー朝の賞金ゲームに対応した、スポーツ的な戦闘大会が「Fechtschulen」として知られていた。これら賞金ゲームのイベントから18世紀の英国ボクシング（もしくは賞金試合）が発展し、1867年にはクインズベリー・ルールが導入されて近代ボクシングへと進化した。
1904年の導入以来、アマチュアボクシングは近代オリンピック大会の一部となっている。プロボクシングは1920年代にアメリカで人気が高まり、第二次世界大戦後に「黄金時代」を築いた。
ブラジリアン柔術の創造は、アジアの武道がブラジルに紹介された後の1925年、ブラジルのグレイシー一族に帰属する。バーリトゥード、レスリング、ムエタイ・キックボクシング、ルタ・リーブリが人気を集めた。近代ムエタイは1920年代から1930年代に発展した。サンボはソ連で導入された。 近代テコンドーは、日本の韓国占領後に登場し、2000年にオリンピック競技となった。近代武術（ウーシュウ）武術太極拳の一部である散手（サンショウ）は、1950年代から中華人民共和国で発展した。 キックボクシングとフルコンタクト空手は1960年代に発展して、1980年代と1990年代に日本と西洋で普及した。
総合格闘技は、ブラジリアン柔術とシュートレスリングとが相互に組み合わさったサブカルチャーとして発展。日本では1985年に修斗という形で、米国では1993年にUltimate Fighting Championship (UFC)の形で導入された。2000年に総合格闘技の北米統一ルールが導入され、この競技は2000年代に人気絶頂を迎えた。この期間中に、複数のブランドや興行団体が設立されており、UFC は総合格闘技の最も有名な興行団体である。

## 性別による人気の差
コンバットスポーツは一般的に、選手と観客のいずれでも男性の間で人気が高い。 何年もの間、コンバットスポーツへの参加は男性が事実上独占していた。米国ボクシングは1993年まで女性のボクシングを禁止していた。 2015年にグリーンウェルらが行った調査によると、コンバットスポーツは大部分が男性観客だった。UFCやBellator MMAといったコンバットスポーツの興行団体は、おおむね男性に向けて広告宣伝を行なっている。

## 現代スポーツ
選手は通常、1対1で戦う。異なるスポーツであれば、異なる技術の設定や動作が含まれる。例えば、ボクシングはパンチだけを許可し、テコンドーは主にキックを伴う、そしてムエタイやビルマ・ボクシングは肘と膝の使用を許可している。また、フリースタイル や大学レスリングなどの、組み技格闘に基づいたコンバットスポーツもある。 現代の総合格闘技は古代ギリシャのオリンピック種目パンクラチオンに似ており、いずれも打撃と組み技の両方を許可している。
いくつかのコンバットスポーツには、フェンシングや剣道のような武器の使用も含まれている（どちらも剣である）。SCA Heavy Combatや剣道など、現代のコンバットスポーツには装甲を使用するものもある。ガッカや近代アーニスでは棒が使用される。

## 種目リスト

### 非武装スポーツ

#### 打撃系
- ボクシング (英国ボクシング)
  - 歴史上の、 古代ギリシアのボクシング (Pygmachiaとも)
  - 歴史上の、 ロシアの拳闘（英語版） (Kulachniy Boyとも)
  - 歴史上の、英国 ベアナックル・ボクシング (Pugilismとも)
  - 近代 アマチュア（五輪）ボクシング
  - 近代 プロボクシング
  - キックボクシング (この下に K1、米国、西洋ルール) と類似のスタイル
    - ムスティ・ユッダ（英語版） (インドのキックボクシング)
    - サバット (フランスのキックボクシング)
    - 散打 (中国のキックボクシング)
    - 東南アジア地域の武芸（Mainland Southeast Asia martial arts）
      - ムエタイ (タイのボクシング)
      - ムエラオ (ラオスのボクシング)
      - ラウェイ (ビルマのボクシング)

    - シュートボクシング(日本で1985年に導入されたコンバットスポーツ)
- 空手
  - フルコンタクト空手
- テコンドー (この下にWTFとITF ルール)

#### 組み技系
- 抑え込み、 クリンチ 、 テイクダウン を指向したレスリングのこと。
  - 古代ギリシアのレスリング (パレーとも)
  - ビーチレスリング
  - ベルトレスリング
  - 柔道 (オリンピック種目)
  - フリースタイルレスリング
  - グレコローマンレスリング（フランス式レスリング[5]）
  - カレッジレスリング（英語版） (米国のフォークスタイル)
  - スポーツサンボ
  - 相撲
- サブミッション・グラップリング
  - ブラジリアン柔術 (この下に、ギとノーギのルール)
  - ルタ・リーブリ
  - FILA グラップリング
- フォークレスリング（英語版） (世界中の様々な地域にあるスタイル)
  - 摔跤 (中国のジャケットレスリング)
  - キャッチレスリング (西洋の関節技レスリング)

#### 総合系
ハイブリッド格闘技で、打撃要素と組み技要素を組み合わせたもの。
- パンクラチオン (古代ギリシャのフリースタイル格闘)
  - 現代アマチュア・パンクラチオン
- ダンベ (ナイジェリア・ハウサ人が実践、蹴りとレスリング要素を含む、伝統的ボクシング様式）
- コマンドサンボ (ロシアで1920年代に導入）
- 空道
- バーリトゥード (ルール無しのフリースタイル格闘)、1920年代のブラジルのサーカスに由来。
- 散手 (散打) (組み技を含む、 武術太極拳における中国式キックボクシング。1950年代以降に近代の武術（ウーシュウ）の一部として制度化された）
- シュートレスリング（1980年代以降）
- シュートボクシング（投げ技や立った状態での関節技も認められる）
- 修斗 (日本で1985年に導入された総合格闘）
- 総合格闘技 (フリースタイル格闘、1990年代以降)

### 武装スポーツ
- （疑似的な）刃の武器
  - マトラク（英語版）（16世紀オスマン帝国にて）
  - Fechtschulen (16世紀から17世紀、ドイツのフェンシング大会)
  - 伝統的 メンズーア (おもにドイツで、16世紀から現在)
  - 剣道 (日本のフェンシング)
  - フェンシング
- 中世やゲームの（疑似）戦闘再現
  - SCA甲冑戦闘（英語版）
  - ベレガス中世戦闘協会（英語版）
  - Dagorhir (ゲーム世界観のアーマードバトル)
  - 西欧の歴史的武道（Historical European martial arts）の再現
  - 中世の歴史的戦闘（Historical medieval battles、略称HMB)の再現
- スポーツ的な 棒術
  - クォータースタッフ（英語版）(17世紀から18世紀のイギリス棒術)
  - シングルスティック (1904 夏季五輪)
  - バトン・フランセ（英語版）
  - ガッカ (インド・パンジャブ州の棒術格闘)
  - アーニス (フィリピンの棒術格闘)
- ハスティリュード（英語版）、西洋の中世でさまざまな武道ゲームを指す用語。
  - ジョスト

## オリンピック競技
- アマチュアボクシング-(1904-2016)：ボクシングは、スウェーデンの法律による1912年ストックホルム大会を除き、1904年以来、全ての夏季五輪で実施されている[6]。
- 柔道-(1964、1972-2016)：柔道は1968年のメキシコシティ五輪には含まれていなかった。 1992年バルセロナ大会で女子柔道が追加された[7]。
- テコンドー-(1988、2000-2016)：ソウル大会ではデモンストレーション競技。2000年シドニー大会から公式メダル競技となった[8]。
- グレコローマン レスリング（英語版）-(1908-2016)：オリンピックで開催されたレスリングの最初の形式[9]。
- フリースタイル レスリング（英語版）-(1920-2016)：2000年のシドニー大会で修正され、実施された体重カテゴリの数量が減った[10]。
- パンクラチオンとシングルスティックは、オリンピックで以前実施されたことがある2種類のコンバットスポーツである。 これらのコンバットスポーツは1900年代初頭にオリンピックに導入されたが、シングルスティックは1904年大会のみ実施、パンクラチオンは古代ギリシャオリンピアで4世紀にわたって開催されたが、1900年以降では全く含まれていない。
- フェンシング-(1896-2016)：競技フェンシングは、全ての近代オリンピックに登場している5種目のうちの1つ。残りの4つは陸上競技、サイクリング、水泳、体操である。

## 技術
使用される技術は3つの分野に大別できる。打撃系、組み技系、武器使用であり、総合系ルールでは打撃と組み技を混合規定する。コンバットスポーツにおけるこれら多様な技術の使用は、各参加者の恒久的または深刻な肉体的ダメージを最小限に抑えるため厳しく規定されており、一人以上の審判員による裁定行為を通じて、審判は競技中に罰則を与えたり、競技者の行動を中断することができる。武器を基本とするスポーツでは、武器の打撃部分を改造したり、参加者に防護服/装甲の着用を求めることで、使用される武器が非致死的に作られている。

## 保護装備/衣類
コンバットスポーツにおいては、打撃やパンチもしくは頭部への攻撃で相手が続行できなくなる肉体的負傷の点から、勝利が得られることもある。コンバットスポーツの様式が異なれば、競技者が着用しなければならない装備のルール規定も異なる。オリンピックで見られるアマチュアボクシングでは、競技者はヘッドガードを着用し、パッド入りグローブは正確に計量されたものを、マウスガードはオプションで、キャンバスの床が厳しい転倒からの保護となる。 テコンドー種目では、競技者は胴体プロテクター、ヘッドガード、グローブ、鼠蹊部ガード、前腕と脛のパッドを着用することが認められている。
プロボクシングとUFCは、着用する保護装備の欠如のため世界で最も危険なコンバットスポーツの2つである。この2つのスポーツの競技者はマウスガードを着用するオプションがあり、適正なグローブを着用しなければならない。
防護衣服の欠如は、競技者に脳震盪や頭部外傷を受けやすくしてしまう。オーストラリア連邦大学のアンドリュー博士が2015年に実施した科学実験で、コンバットスポーツにおけるヘッドガード7種類の衝撃がテスト調査された。実験の結果、グローブとヘッドガードの組み合わせには利点があり、衝撃エネルギーの減衰を最大化することが明らかとなった。Lystadが実施した調査によると、MMAやボクシングといった保護装備ほとんど無しのコンバットスポーツは競技者1000人当たり85.1-280.7という範囲の負傷発生率で、比較してテコンドーのようなパッド、ヘッドギア、マウスガード やグローブなど大量の保護装備を着用するコンバットスポーツは、1000人当たり19.1-138.8の負傷発生率だった。これは、保護装置を使用することで負傷率が大幅に低下することを意味している。

### 保護装備/衣類のリスト
- グローブ
- ヘッドギア
- マウスガード（マウスピース）
- 脛部ガード（脛当て、レガース）
- 腕部ガード
- 鼠径部ガード（ファウルカップ）
- 胴体プロテクター
- ラップ（追加保護や支援として手に巻かれる素材、バンデージ）

## 試合する領域
- マット

円形、四角形に配置される。
- リング

ボクシングのリング、相撲の土俵、砂のリング
- フェンス囲いのエリア（一般的な呼び名は「ケイジ」）

円形か少なくとも6つの辺を持つ。ケイジの差異として、金属フェンスをネットに置き換えたものや、形状（六角形、八角形）の違いがある。囲まれた領域はケイジもしくは形状に応じてヘキサゴン、オクタゴンと呼ばれる。
- ロープのないリング（ファンにより時折「ピット」と呼ばれる）

直径27フィート（約8.2メートル）の円、内側の24フィートは青色で、外側3フィートは警告区域の黄色。競技者は黄色エリアに達すると、自身が区域外に近づいたことが分かる。環の外周縁は赤色エリアで、30度上向きの角度が特徴である。競技者が赤色エリアを歩く時、本人は少し上るので、自身が区域外にいることを知らせてくれる。